# Michele Padovano
Michele Padovano (Torino, 28 agosto 1966) è un dirigente sportivo ed ex calciatore italiano, di ruolo attaccante.

## Caratteristiche tecniche
Attaccante scattante e rapido nel calciare, mancino, possedeva un ottimo tiro; intuitivo, spesso risolutivo anche da subentrante, si mostrava abile nello smarcarsi nonché a suo agio anche come rigorista.

## Carriera

### Giocatore

#### Club

Padovano (in primo piano) festeggia con i compagni di squadra la vittoria della Juventus nella Champions League 1995-1996

##### Primi anni, Cosenza

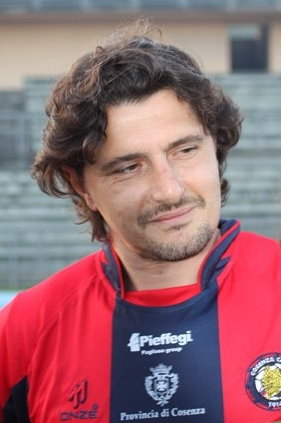
Padovano con la maglia del Cosenza a una partita commemorativa del 2008

Cresciuto nelle giovanili del Barcanova, società minore torinese, e poi dell'Asti TSC, con quest'ultimo club Padovano iniziò la sua carriera professionistica in Serie C2, nella stagione 1985-1986.
Nell'ottobre 1986 si trasferì al Cosenza, restandovi per quattro anni e ottenendo sotto la guida di Gianni Di Marzio una promozione dalla Serie C1 alla Serie B attesa da oltre vent'anni. Con la squadra calabrese sfiorò nell'annata successiva la promozione nella massima serie, mancata solo per la peggiore classifica avulsa.

##### Pisa, Napoli, Genoa e Reggiana
Nel 1990 l'attaccante fece il suo esordio in Serie A con il Pisa, mettendo a segno 11 reti in 30 partite. In seguito continuò a giocare nella massima serie calcistica italiana vestendo le blasonate maglie di Napoli e Genoa, oltre che quella della matricola Reggiana.
Anche grazie ai 10 gol segnati nell'arco del primo campionato giocato con la maglia granata, la Reggiana riuscì a centrare la sua prima salvezza alla stagione d'esordio in Serie A.
Al termine di questo campionato tornò inizialmente a Genova per 1,5 miliardi di lire, tuttavia fu richiamato a Reggio Emilia nel corso della sessione autunnale di mercato, segnando 7 gol in 19 partite che stavolta non bastarono a salvare la squadra dalla retrocessione in Serie B.

##### Juventus
Le prestazioni offerte a Reggio Emilia fecero convergere su Padovano le attenzioni della Juventus di Marcello Lippi, che nell'estate 1995 lo acquistò per 7 miliardi di lire. Nelle successive due stagioni in Piemonte, dove s'inserì nelle gerarchie quale prima riserva dell'attacco; diede il suo apporto nelle vittorie di uno scudetto, una Champions League, una Coppa Intercontinentale, una Supercoppa UEFA e due Supercoppe di Lega.

Padovano con la maglia della Juventus nel 1996

In particolare, nella prima stagione contribuì al trionfo del club torinese nella Champions League 1995-1996, dapprima mettendo a segno il decisivo gol del 2-0 nella gara di ritorno dei quarti di finale contro il Real Madrid, che valse il passaggio alle semifinali, e poi trasformando uno dei tiri di rigore nella vittoriosa finale di Roma contro l'Ajax; nella seconda, realizzò una doppietta nella finale di andata della Supercoppa UEFA 1996 vinta in goleada a Parigi contro il Paris Saint-Germain.

##### Esperienze all'estero, ultimi anni
Nel frattempo infortunatosi in nazionale, all'inizio della stagione 1997-1998 Padovano non rientrava più nei piani della Juventus. Nel novembre successivo la società torinese lo cedette al Crystal Palace per 5,5 miliardi di lire (1,7 milioni di sterline), con cui tuttavia giocò poche volte realizzando un unico gol in campionato. La sua avventura in Premier League è stata così negativa che, in una classifica dei 50 peggiori attaccanti che abbiano mai calcato i campi del massimo livello inglese, è posto in ventottesima posizione.
Nel 2001 l'attaccante terminò la sua carriera da calciatore, dopo aver disputato le ultime stagioni da professionista con il Metz e il Como.

#### Nazionale
Nel 1997 Padovano venne convocato per la prima volta nella nazionale italiana dall'allora commissario tecnico Cesare Maldini, in occasione delle gare di qualificazione al campionato del mondo 1998 contro Moldavia e Polonia. Dopo il debutto contro i moldavi, battuti 3-0 a Trieste il 29 marzo, durante un allenamento a Chorzów in vista della gara contro i polacchi, l'attaccante scivolò a terra mentre stava battendo un calcio di rigore, procurandosi uno strappo muscolare che non gli permise più di competere al massimo, concludendo quindi la sua esperienza in azzurro con una sola presenza.

### Dirigente
Dopo aver appeso le scarpette al chiodo, rimase a lavorare nel mondo del calcio. La prima esperienza manageriale fu nei quadri della Reggiana nel 2002. Nel 2005 ricoprì il ruolo di direttore sportivo nel Torino guidato da Giovannone, fino alla cessione della società a Urbano Cairo. Dal febbraio al maggio del 2006 fu quindi dirigente sportivo dell'Alessandria.
Nel 2010 venne assunto come consulente di mercato dalla Pro Patria, ma il 15 giugno dello stesso anno rassegnò le dimissioni. Nel luglio 2021 assume la carica di direttore generale del Casale, per poi terminare la sua esperienza col club monferrino nel marzo 2022.

## Statistiche

### Presenze e reti nei club
| Stagione              | Squadra               | Campionato            | Campionato | Campionato | Coppe nazionali | Coppe nazionali | Coppe nazionali | Coppe continentali | Coppe continentali | Coppe continentali | Altre coppe | Altre coppe | Altre coppe | Totale | Totale |
| Stagione              | Squadra               | Comp                  | Pres       | Reti       | Comp            | Pres            | Reti            | Comp               | Pres               | Reti               | Comp        | Pres        | Reti        | Pres   | Reti   |
| --------------------- | --------------------- | --------------------- | ---------- | ---------- | --------------- | --------------- | --------------- | ------------------ | ------------------ | ------------------ | ----------- | ----------- | ----------- | ------ | ------ |
| 1985-1986             | Asti                  | C2                    | 22         | 5          | -               | -               | -               | -                  | -                  | -                  | -           | -           | -           | 22     | 5      |
| lug.-ott. 1986        | Asti                  | C2                    | 2          | -          | -               | -               | -               | -                  | -                  | -                  | -           | -           | -           | 2      | 0      |
| Totale Asti           | Totale Asti           | Totale Asti           | 24         | 5          |                 | -               | -               |                    | -                  | -                  |             | -           | -           | 24     | 8      |
| ott. 1986-1987        | Cosenza               | C1                    | 21         | 2          | CI              | -               | -               | -                  | -                  | -                  | -           | -           | -           | 21     | 2      |
| 1987-1988             | Cosenza               | C1                    | 21         | 7          | CI              | 5               | 0               | -                  | -                  | -                  | -           | -           | -           | 26     | 7      |
| 1988-1989             | Cosenza               | B                     | 30         | 5          | CI              | 2               | 1               | -                  | -                  | -                  | -           | -           | -           | 32     | 6      |
| 1989-1990             | Cosenza               | B                     | 31         | 7          | CI              | 2               | 2               | -                  | -                  | -                  | -           | -           | -           | 33     | 9      |
| Totale Cosenza        | Totale Cosenza        | Totale Cosenza        | 103        | 21         |                 | 9               | 3               |                    | -                  | -                  |             | -           | -           | 112    | 24     |
| 1990-1991             | Pisa                  | A                     | 30         | 11         | CI              | 4               | 0               | -                  | -                  | -                  | -           | -           | -           | 34     | 11     |
| 1991-1992             | Napoli                | A                     | 27         | 7          | CI              | 4               | 0               | -                  | -                  | -                  | -           | -           | -           | 31     | 7      |
| 1992-1993             | Genoa                 | A                     | 27         | 9          | CI              | 5               | 2               | -                  | -                  | -                  | -           | -           | -           | 32     | 11     |
| 1993-1994             | Reggiana              | A                     | 29         | 10         | CI              | 1               | 0               | -                  | -                  | -                  | -           | -           | -           | 30     | 10     |
| lug.-nov. 1994        | Genoa                 | A                     | 2          | 0          | CI              | -               | -               | -                  | -                  | -                  | -           | -           | -           | 2      | 0      |
| Totale Genoa          | Totale Genoa          | Totale Genoa          | 29         | 9          |                 | 2               | 0               |                    | -                  | -                  |             | -           | -           | 31     | 9      |
| nov. 1994-1995        | Reggiana              | A                     | 19         | 7          | CI              | -               | -               | -                  | -                  | -                  | -           | -           | -           | 19     | 7      |
| Totale Reggiana       | Totale Reggiana       | Totale Reggiana       | 48         | 17         |                 | 1               | 0               |                    | -                  | -                  |             | -           | -           | 49     | 17     |
| 1995-1996             | Juventus              | A                     | 21         | 4          | CI              | 1               | 1               | UCL                | 8                  | 2                  | SI          | -           | -           | 30     | 7      |
| 1996-1997             | Juventus              | A                     | 20         | 8          | CI              | 2               | 0               | UCL                | 5                  | 1                  | SU+CInt     | 2+0         | 2+0         | 29     | 11     |
| lug.-nov. 1997        | Juventus              | A                     | 1          | 0          | CI              | 2               | 0               | UCL                | -                  | -                  | SI          | 1           | 0           | 4      | 0      |
| Totale Juventus       | Totale Juventus       | Totale Juventus       | 42         | 12         |                 | 5               | 1               |                    | 13                 | 3                  |             | 3           | 2           | 63     | 18     |
| nov. 1997-1998        | Crystal Palace        | PL                    | 10         | 1          | -               | -               | -               | -                  | -                  | -                  | -           | -           | -           | 10     | 1      |
| 1998-1999             | Crystal Palace        | FD                    | -          | -          | -               | -               | -               | -                  | -                  | -                  | -           | -           | -           | -      | -      |
| Totale Crystal Palace | Totale Crystal Palace | Totale Crystal Palace | 10         | 1          |                 | -               | -               |                    | -                  | -                  |             | -           | -           | 10     | 1      |
| 1999-2000             | Metz                  | L1                    | 9          | 4          | -               | -               | -               | -                  | -                  | -                  | -           | -           | -           | 9      | 4      |
| 2000-2001             | Como                  | C1                    | 12         | 2          | CI              | -               | -               | -                  | -                  | -                  | -           | -           | -           | 12     | 2      |
| Totale carriera       | Totale carriera       | Totale carriera       | 334        | 89         |                 | 26              | 6               |                    | 13                 | 3                  |             | 1           | 0           | 378    | 98     |

### Cronologia presenze e reti in nazionale
| Cronologia completa delle presenze e delle reti in nazionale ― Italia | Cronologia completa delle presenze e delle reti in nazionale ― Italia | Cronologia completa delle presenze e delle reti in nazionale ― Italia | Cronologia completa delle presenze e delle reti in nazionale ― Italia | Cronologia completa delle presenze e delle reti in nazionale ― Italia | Cronologia completa delle presenze e delle reti in nazionale ― Italia | Cronologia completa delle presenze e delle reti in nazionale ― Italia | Cronologia completa delle presenze e delle reti in nazionale ― Italia |
| Data                                                                  | Città                                                                 | In casa                                                               | Risultato                                                             | Ospiti                                                                | Competizione                                                          | Reti                                                                  | Note                                                                  |
| --------------------------------------------------------------------- | --------------------------------------------------------------------- | --------------------------------------------------------------------- | --------------------------------------------------------------------- | --------------------------------------------------------------------- | --------------------------------------------------------------------- | --------------------------------------------------------------------- | --------------------------------------------------------------------- |
| 29-3-1997                                                             | Trieste                                                               | Italia                                                                | 3 – 0                                                                 | Moldavia                                                              | Qual. Mondiali 1998                                                   | -                                                                     | 68’                                                                   |
| Totale                                                                |                                                                       | Presenze                                                              | 1                                                                     |                                                                       | Reti                                                                  | -                                                                     |                                                                       |

## Palmarès

### Club

#### Competizioni nazionali
- Supercoppa italiana: 2

Juventus: 1995, 1997
- Campionato italiano: 1

Juventus: 1996-1997

#### Competizioni internazionali
- UEFA Champions League: 1

Juventus: 1995-1996
- Coppa Intercontinentale: 1

Juventus: 1996
- Supercoppa UEFA: 1

Juventus: 1996

## Procedimenti giudiziari
Al termine dell'attività agonistica Padovano venne coinvolto in un procedimento giudiziario conclusosi, dopo diciassette anni, con una sentenza di assoluzione.
Nel maggio 2006 venne arrestato, nell'ambito di un'inchiesta della procura di Torino su di un traffico di hashish, con l'accusa di avere un ruolo nell'organizzazione a delinquere che gestiva lo spaccio. Nell'ottobre 2011 il pubblico ministero chiese per Padovano 24 anni di carcere: il successivo dicembre il tribunale lo condannò in primo grado alla pena di 8 anni e 8 mesi di reclusione, ridotti a 6 anni e 8 mesi in appello. Sempre professatosi innocente – «mi accusarono di avere finanziato un traffico di droga, invece ho solo prestato 40 mila euro a un amico d'infanzia che sarà stato pure un delinquente ma resta un amico. Mi aveva detto che gli servivano per un debito...» –, scontò 3 mesi in prigione e 8 ai domiciliari, in attesa di giudizio.
Nel gennaio 2021 la Corte suprema di cassazione annullò le precedenti condanne e dispose un giudizio di rinvio affinché una nuova corte d'appello valutasse la sua posizione. Nel gennaio 2023 il processo d'appello bis assolse definitivamente Padovano da ogni accusa. Per tale vicenda giudiziaria non ha ricevuto nessun risarcimento dallo Stato italiano.

## Opere
- Tra la Champions e la libertà. La partita in difesa di un attaccante, per vincere la vita, Milano, Cairo, 2024, ISBN 978-88-309-0338-8.